# 無垢 (アダルトビデオメーカー)
無垢（むく）は、日本のアダルトビデオメーカー。 本社は、東京都23区内であるが詳細は明かされていない。

## 概要
2007年設立。”純粋無垢なオンナノコ専門”アダルトメーカー。コーポレートスローガンは「制服、清純、敏感…シテハイケナイコト」。
設立以来、一貫して「制服を着た美少女」をモチーフとしたアダルトビデオを製作、発売するが、世相を反映して内容を変更している。
月刊FANZA取材班の取材によると2007年にはハメ撮り作品を多数発売し、リアリティ、生々しさを打ち出していたが、2019年時点ではアダルト漫画を原作に、AVという枠組みで忠実に再現した作品が主流に。また「女子校生」の表記が「制服美少女」に変更。「素人」出演という売り文句がなくなり、（業界自主規制により「素人」の出演が事実上不可能になったため）AV女優の名前を前面に出した作品が大多数となっている。
漫画原作作品は制服作品にバリエーションをつけようと思ったこと、単体メーカーの制服作品とは違うフックが欲しかったことがきっかけで発案。第1弾は同人漫画『今からアタシ…』（原作：旗幟灰星）を原作とした2015年12月13日発売、『今からアタシ…輪○されます。 初美沙希』。
また、2017年に制服少女のSM模様を収めた作品を発売。以降、SM、緊縛メーカーともなっている。
2022年3月には設立15周年を記念し、山本直樹原作の『田舎』を映像化。6月には原作者、主演女優の工藤ララらを交えたトークショーを新宿で開催。
2022年8月に15周年記念専属女優として日向ひかげがデビューした。（3作品に出演）

## 主なシリーズ
- 純粋無垢な美少女の…
- 無垢ナ女子校生限定ソープランド
- 緊縛調教中出しされる女子校生
- 無垢-コス
- 処女 最後の日